# Paul Emson
Paul David Emson (sinh ngày 22 tháng 10 năm 1958) là một cựu cầu thủ bóng đá người Anh ghi 38 bàn thắng trong 321 lần ra sân ở Football League thi đấu ở cánh trái cho Derby County, Grimsby Town, Wrexham và Darlington. Ông bắt đầu sự nghiệp bóng đá tại Grimsby & District League trước khi chuyển sang bóng đá non-league với Brigg Town, và sau đó thi đấu tại Conference cho Kettering Town và Gateshead.